# Determinismo tecnologico
Il determinismo tecnologico è una teoria riduzionista la quale sostiene che la tecnologia di una società guida lo sviluppo sociale ed i valori culturali. L'origine del termine è attribuita al sociologo statunitense Thorstein Veblen.

## Definizione
Lungo il corso della storia sulla comunicazione, si sono configurate due tendenze in contrasto tra loro: 
- Il determinismo sociale, che individua nella spinta sociale, caratterizzata dall'insieme delle necessità umane, la base della nascita delle nuove tecnologie;
- Il determinismo tecnologico, che individua nella tecnologia l'unica causa delle trasformazioni della nostra società"[1].

In particolare, con determinismo tecnologico viene ad intendersi una teoria secondo la quale i mutamenti nelle tecnologie della comunicazione influenzano, in modo determinante, lo sviluppo sociale. A partire dagli anni ottanta, la società ha vissuto uno sviluppo di tecnologie molto rapido e diffuso, un continuo susseguirsi di novità, ciascuna più sorprendente della precedente, in particolare per quanto attiene al settore comunicazione.
Ciò ha contribuito a convincere molti del fatto che è la tecnologia stessa a sostenere il progresso dell'umanità; nella misura in cui la stessa tecnologia, o per meglio dire il suo continuo sviluppo, rappresenta l'obiettivo principale del progresso.
Tutto questo viene usualmente definito come determinismo tecnologico: intendendo pertanto affermare che la pervasività delle tecnologie è tale da rappresentare la principale e più evidente causa delle trasformazioni anche più evidenti e profonde del tessuto sociale.
Se tale interpretazione della realtà viene assunta come esatta, si avalla la teoria secondo la quale non è più l'uomo a scegliere la direzione del suo progresso, ma è la tecnologia a scegliere per suo conto.
In questo caso, l'umanità intera apparirebbe come destinata, ‘determinata’ appunto, a vivere e progredire in una società sempre più vincolata alla tecnologia.
Il più autorevole centro ove si svilupparono teorie deterministe fu (nella seconda metà del Novecento) la Scuola di Toronto, i cui studiosi approfondirono le relazioni tra media e cultura. Per Marshall McLuhan, che ne era il principale esponente, è possibile leggere l'evoluzione dell'uomo attraverso l'evoluzione dei modi di comunicare.

## Il pioniere: Harold Innis
I "deterministi" sottolineano il rapporto che esiste tra i supporti tecnologici utilizzati per la comunicazione e i processi cognitivi che si mettono in atto.
Harold Innis è senza dubbio il pioniere di quel filone di studi, fondatore della Scuola di Toronto, che negli anni trenta, nell'ambito dei suoi studi sul commercio del legname e della cellulosa, comprese che senza la carta e quindi i giornali e i libri, non sarebbe mai potuta nascere l'economia moderna".
Da questa considerazione, Innis cominciò a dedicarsi allo studio del peso che i vari supporti della comunicazione hanno sulla nascita delle diverse forme di organizzazione economica e politica.
Innis riteneva che le forme e i mezzi attraverso i quali veniva diffusa la conoscenza nelle diverse epoche storiche, andavano a costituire la base delle relazioni sociali ed economiche tra gli uomini.
Innis, nel suo testo “Impero e comunicazioni”, analizza le trasformazioni avutesi con l'introduzione delle tecnologie: il destino delle istituzioni è stato scritto dai media e dalla loro azione sullo spazio e sul tempo. 
I media leggeri (trasportabili, come la carta) ebbero la funzione storica di aumentare il potere politico, mentre i media pesanti (quelli che enfatizzano il tempo, come la pergamena) aumentarono il potere religioso.
Innis, quindi, analizza le forme istituzionali dell'Occidente dai tempi dell'antico Egitto sino alla seconda guerra mondiale: ciò che permette alle istituzioni di svilupparsi è la comunicazione. 
Secondo l'autore, la scrittura geroglifica e la conseguente introduzione del papiro, al posto della pietra (poco trasportabile), nella civiltà egizia, portarono ad una maggiore democrazia e ad un maggiore potere religioso. 
Gli Imperi di Babilonia si servirono in principio della creta e in seguito della pergamena, con conseguente nascita di un'oligarchia e diminuzione del potere sacerdotale. 
In Grecia si passò da una tradizione orale (poesia epica) all'utilizzo della scrittura, con conseguenti cambiamenti a livello razionale, nella civiltà. 
Innis si sofferma ad analizzare anche come il passaggio dell'Impero Romano dall'uso del papiro a quello della pergamena (medium più economico e duraturo rispetto al papiro), fece sì che il cristianesimo si imponesse sulla cultura romana. 
Nel Medio Evo il medium principale fu la pergamena che permise la nascita dei monasteri. 
In Cina si utilizzava, invece, la carta (medium trasportabile): essa si diffuse anche in Occidente e più tardi si affermò la stampa, alla base dello stato nazione moderno. 
La radio, infine, secondo Innis, portò ad una rottura tra nazioni dominate da essa e nazioni dominate dal medium della stampa, con le conseguenti tragiche guerre mondiali.

## Il maggiore esponente: Marshall McLuhan
Marshall McLuhan è universalmente conosciuto come lo studioso che ha iniziato a comprendere il modo attraverso il quale i nuovi media condizionano il nostro ambiente e la psiche umana. Aforismi da lui introdotti come “il medium è il messaggio”, “villaggio globale”, sono ormai entrati nel linguaggio comune e rappresentano nuove matrici culturali usate e spesso abusate". Nel corso degli anni sessanta ha elaborato quella che può essere considerata la più famosa teoria generale sui media. Partendo dal ruolo svolto dalle tecnologie della comunicazione nella storia dell'umanità, giunge a sostenere che ogni mutamento sociale è il risultato di un cambiamento tecnologico, nei “modi” di comunicare connessi alle tecnologie più che nei “contenuti” della comunicazione stessa. McLuhan, evitando esplicitamente di considerare buone o cattive le tecnologie, parte dall'idea che gli strumenti e le macchine presenti sulla terra sono solo estensioni delle estremità e dei sensi dell'uomo, ed è soprattutto attraverso questa strada che la tecnologia influisce sull'uomo e, in un certo senso, lo domina. È questo il motivo per cui egli sottolinea la necessità di conoscere il meglio possibile le tecnologie di cui disponiamo, piuttosto che criticarle o giudicarle.
In “Gli strumenti del comunicare” McLuhan spiega che con l'utilizzo dell'elettricità, il nostro sistema nervoso centrale si è esteso, abolendo lo spazio ed il tempo: siamo, quindi, di fronte al momento finale di questa estensione dell'uomo, che prevede l'estensione del processo creativo di conoscenza all'intera società umana. I media sono gli strumenti tramite cui abbiamo esteso i nostri nervi e sensi. Essi, secondo McLuhan, plasmano e controllano quanto e in che modo avvengono le azioni e le associazioni umane. Il loro diverso utilizzo, al contrario, non influenza in alcun modo le nostre associazioni mentali.

La luce elettrica, ad esempio, è anch'essa un medium, ma non contiene alcun messaggio ed il suo diverso tipo di utilizzo non ha alcuna importanza, perché non comporta alcuna modifica degli schemi mentali umani. Quando, invece, la luce elettrica è utilizzata assieme al nome di una marca, essa mostra il proprio “contenuto”. Attraverso questo esempio sulla luce elettrica McLuhan ci insegna, quindi, cosa significhi la frase “il medium è il messaggio” e ci pone di fronte al problema delle modificazioni apportate dai media alle nostre forme di percezione. McLuhan ritiene che i media ci influenzino a tal punto da lasciarci in una sorta di torpore, da cui ci destiamo solo quando due media si ibridano e ci viene offerta la possibilità di confrontare i due strumenti che si incontrano. McLuhan afferma che la tecnologia fa parte, quindi, del nostro corpo.

## Una voce contemporanea: Derrick De Kerckhove
Il massmediologo Derrick De Kerckhove, prima allievo poi assistente di Marshall Mc Luhan, ha proseguito gli studi sul rapporto tra nuovi media e sviluppo sociale, osservando la realtà che il suo visionario predecessore aveva potuto solo immaginare: la connessione globale tramite internet.
Adattando al contesto tecnologico delle reti la teoria della Intelligenza Collettiva di Pierre Lévy, De Kerckhove formula la teoria delle Intelligenze Connettive, secondo cui l'unione delle intelligenze individuali per il raggiungimento di un obiettivo comune moltiplica le singole forze anziché sommarle, generando un'entità di intelligenza superiore.

In sintesi, l'intelligenza connettiva è la "pratica della moltiplicazione delle intelligenze le une in rapporto alle altre all'interno del tempo reale di un'esperienza" 
Per De Kerckhove lo sviluppo tecnologico è inarrestabile e l'uomo deve convivere con questa consapevolezza, accettando le trasformazioni sociali che ne conseguono. Ma tale trasformazione comporta anche pericoli, di conseguenza è necessario attuare strategie che preservino diritti – come ad esempio quello alla privacy e all'oblio - sempre più minacciati dal potenziale abuso di informazioni memorizzate e accessibili attraverso le tecnologie di rete che collegano il villaggio globale.
Entusiasta sostenitore della tecnologia e del mondo digitale, egli supera la visione del villaggio globale, sostenendo che ormai l'uomo vive in un mondo cablato e di conseguenza "conquistato". Individua quindi un nuovo obiettivo: il tempo. 
"Mi sto attualmente interessando a quello che chiamo 'la conquista del tempo' che è un'innovazione tecnologica e sociale che ci permetterà di allargare le nostre vite quantitativamente e, soprattutto, qualitativamente. Da quando abbiamo conquistato la luna e cablato il pianeta in una rete globale tramite le tecnologie della comunicazione elettriche ed elettroniche abbiamo portato a termine la conquista dello spazio. Lo abbiamo fatto utilizzando la sua stessa simulazione portandolo in una realtà virtuale. Adesso la nuova frontiera dello sviluppo tecnologico e sociale è il tempo. Oggi le persone comprano lo spazio e dicono ancora che il tempo è denaro. Ma domani le stesse persone compreranno il tempo come possibilità di scelta, o come, economicamente parlando, mercato della scelta. Mi interessa molto anche l'idea del tempo come mercato. Un mercato ampio e globale..."

## Una voce italiana: Francesco Monico
Francesco Monico, in una articolata attività di docenza e ricerca presso varie accademie di belle arti italiane proprio con Derrick de Kerckhove, ha sviluppato un tentativo di identificare gli effetti determinati dai media, visti come tecnologie, sulla cultura, società e forme del pensiero umani . Recuperando l’analisi della tecnica internazionale, ma anche italiana, in particolare di Emanuele Severino e Umberto Galimberti e utilizzando gli studi culturali, conosciuti nel suo lavoro di ricerca in ‘technoetica’  con Roy Ascott, ha identificato una teoria degli effetti che la tecnica implica sull'immaginazione e sulla percezione del mondo. Apparentandosi con la tradizione strutturalista sostiene che l’essere umano non avrebbe controllo della coscienza in quanto riflesso di meccanismi inconsci che la percorrono e la strutturano. Recuperando l’analisi marxista assume che i meccanismi suddetti siano strutturali come appunto le tecniche - la ruota, la moneta, il papiro ad esempio-, e sovrastrutturali -  come la cultura che dal papiro è scaturita, le regole dell’economia mercantile, le forme delle società commerciali. In sintesi la tecnica non sarebbe neutrale ma avrebbe effetti e influenze profondi nella percezione ed elaborazione del mondo. La tecnica sarebbe un insieme di sottosistemi che interagendo fra loro determinerebbero la coerenza dei valori socio-culturali. Prova di ciò è il fatto che a partire dagli anni ottanta del XX secolo, la società ha vissuto uno sviluppo tecnico molto rapido e diffuso. In questo scenario di compimento tecnico l'umanità intera è ‘determinata’ dalla tecnologia.
Il primo effetto è chiamato Eterogenesi dei fini, espresso da Giovan Battista Vico per indicare che la storia implica la realizzazione di finalità, ma, poiché tale percorso non è lineare, può accadere che la proposta degli obiettivi implicati dall’immaginario storico arrivi a conclusioni opposte ". È Günther Anders ad aggiornare questo concetto intendendo che, se la tecnica - che nel XXI secolo è diventata il soggetto della storia - diventa una “condizione universale” per soddisfare i bisogni e produrre i beni ",  allora la tecnica non è più un “mezzo”, ma il primo “fine”, per conseguire il quale si vedrà se soddisfare i bisogni e in che misura produrre i beni. La tecnica diventa il grande regolatore della vita " e tende da mezzo a diventare fine e quindi a perpetuare se stessa. 
Sempre da Anders deriva il Dislivello prometeico ovvero l’idea che per millenni abbiamo immaginato più di quanto non potessimo realizzare, mentre oggi realizziamo più di quanto non siamo in grado di controllare nemmeno con l’immaginazione. 
Secondo il collettivo di ricerca italiano Ippolita la Delega tecnica è l’idea che le tecnologie siano meccanismi di delega del desiderio e della cognizione. Infatti il sistema delle tecnologie prima ci irretisce con possibilità di scelte illimitate - perlopiù di merce-, poi, di fronte all’impossibilità di scelte razionali, ci induce ad affidarci a esso affinché decida ciò che è meglio per noi. La promessa di ogni delega tecnica è, in ultima istanza, di liberarci dalla libertà, perché la libertà è fatta di scelte ". La razionalità dei macchinismi “lacera le culture politiche, cancella le tradizioni, dissolve la soggettività e hackera gli apparati di sicurezza tracciando un tropismo senza anima”  "  e avviene la sostituzione dell’Etica della funzione all’etica dell’intenzione. Nell’epoca del compiersi della tecnica il soggetto deve assumere questa etica funzionale poiché se non lo fa condanna se stesso a non partecipare al tessuto sociale. Oggi è più importante conoscere gli effetti di ciò che si fa e non le intenzioni per cui si agisce. Non funziona più neppure l’etica kantiana che voleva l’uomo come fine e non mezzo. Neppure l’etica della responsabilità che chiede di valutare gli effetti del nostro fare ha più valore. 
Tutto avviene sullo sfondo di una Globalizzazione, quale fenomeno determinato dalla tecnica in particolare dei processori matematici e degli ipertesti e dall’attuazione pervasiva grazie agli smartphone. Secondo Jacques Ellul la tecnica è globale, ma le culture sono locali, questo provoca un’aporia irrisolvibile tra le tendenze dell’apparato tecnico che è di sincronizzare globalmente i principi di verosimiglianza, di rendere ubiqui i desideri e i bisogni così come dell’immaginario, e la relazione tra soggetti umani e il proprio territorio che resta concretamente locale ". 
Nel XXI secolo non ci si può sottrarre agli algoritmi poiché è attraverso la funzione algoritmica che gli esseri umani conferiscono senso alla realtà. Ogni epoca umana possiede un immaginario, che è un sistema valoriale capace di stringere le persone attorno a vincoli che nessuno ha il coraggio di negare pena l’estromissione dal corpo sociale. Siamo animali sociali e siamo ingaggiati costantemente a riconoscere, recuperare e riprodurre i segnali, i simboli, e quindi gli immaginari, che sanciscono l’appartenenza al gruppo. L’algoritmo decide lui cosa presentare al pubblico, sulla base delle preferenze che lui stesso seleziona, ma gli algoritmi sono invisibili e impercettibili nella nostra visione della società. È l’Opacità algoritmica  fondata su  tre tipologie di ostacoli. Il primo è legale e fa riferimento alla circostanza che gli strumenti di un processo decisionale automatizzato possano essere protetti, tra gli altri, da doveri di riservatezza e segreto oppure da diritti di proprietà intellettuale. Il secondo ostacolo è il fatto che non solo scrivere, ma anche leggere un algoritmo richiede competenze specialistiche che sono possedute da esperti. Il terzo ostacolo riguarda gli algoritmi di machine learning, dotati di capacità di autoapprendimento e che raggiungono una complessità tale da poter risultare incomprensibile o inspiegabile al loro stesso progettista ".
Paul Valery sostiene che ogni innovazione dissipa la precedente, è la Dissipazione tecnica ovvero all’accelerazione delle notizie le storie diventano simulacri di esperienze erodendo velocemente qualsiasi cultura comune. Una volta disgregata la cultura l’automatismo gli dà il colpo finale distanziando il soggetto dal senso e dal suo essere nella storia.i Con l’automazione tutti diventiamo spettatori, senza responsabilità e senza decisione, quindi indifesi di fronte alla tecnologia. L’Egemonia del progresso impone una novellazione senza presenza che agisce per dissipazione ".
La tecnologia si pone quindi come un sistema chiuso produce un processo infinito che non si compie mai, perché essa non ha un destino perché di fatto non può mai finire, pena la sua perdita di senso. E produce una Marginalizzazione dell’Essere. Ma quale è l’enteologia di questa cosa? Marx sostiene che l’automazione tecnica crea uno svuotamento di senso e significato costante, che poi crea uno svuotamento di  valore. Nell’epoca della tecnica tutto viene ridotto a Ente e l’Essere passa in secondo piano.
Da questi assiomi deriva l’idea della Potenza tecnica in quanto se la tecnica è la forma di razionalità più alta mai raggiunta dall’uomo, esprime una propria potenza, ovvero tende al massimo scopo con il minimo uso di mezzi. La tecnica è infatti la realizzazione dell’intenzione segreta della metafisica platonica, la più idonea a garantire la disponibilità di tutte le cose e la loro riproducibilità. 
Il Principio di maggior utilità deriva dalla cultura Amish nordamericana. Prevede che una tecnologia sia accettata solo se maggiormente utile a quella precedente. Ciò implica una analisi antropologica che aiuta a decostruire alcune idee che si sono trasformate in memi inviolabili. Abbandonare concetti come crescita e sviluppo, sempre orientati da prospettive di un futuro che nessuno può conoscere, è il primo passo per creare un modello eminentemente più umano. Quindi Monico propone che la cifra della cultura Amish, come quella greca, risieda nell’idea di limite che si focalizza sulla risoluzione dei problemi di un contemporaneo che si pone in preminenza al futuro .
L'analisi storica della Tecnica dimostra come l'evoluzione della tecnologia segua un processo non lineare bensì esponenziale. Di conseguenza ci sarà un punto nello sviluppo di una civiltà, in cui il progresso tecnologico accelererà oltre la capacità di comprendere e prevedere degli esseri umani. Questo punto è chiamato Singolarità Tecnologica che può riferirsi all'avvento di un'intelligenza superiore a quella umana (anche artificiale), e ai progressi tecnologici che, a cascata accompagnano tale evento. ". Secondo Monico questo concetto può essere paragonato al Punto Omega. dello scienziato gesuita francese Pierre Teilhard de Chardin che descrive il massimo livello di complessità e di coscienza verso il quale sembra che l'universo tenda nella sua evoluzione. Teilhard de Chardin postula la somiglianza di Punto Omega con il Logos cristiano: ovvero ciò che ha strutturato la società occidentale e la sua cultura, etica e forme economico-produttive.

## Il determinismo tecnologico al cinema: tra utopia e distopia
Una delle possibilità di rappresentare visivamente il concetto di determinismo tecnologico è fornita dal cinema e quindi dalla ricerca e dall'interpretazione che ne hanno dato i diversi autori; alcuni con toni apocalittici, altri in chiave tragi-comica, altri ancora con smisurato ottimismo.

### Tempi moderni
Il determinismo tecnologico emerge nel film Tempi moderni principalmente da due aspetti: il primo riguarda il messaggio che Chaplin ha voluto trasmettere, il secondo riguarda la realizzazione tecnica del film stesso, che pur allineandosi alle idee di Chaplin, fortemente critiche nei riguardi del sonoro, mostra segni d'apertura. Tempi moderni è ricco di sequenze che evidenziano il rapporto uomo-macchina, in cui a volte prevale l'uno: la macchina per mangiare e quella in cui Charlot viene risucchiato e a volte prevale l'altro: Chaplin che si “serve” della nuova tecnologia nel senso che gioca con l'idea del suono inteso come uno sviluppo tecnologico per un suo personalissimo discorso: il rumore assordante delle fabbriche, la memorabile canzone nel ristorante, la voce del direttore che comunica con i suoi dipendenti tramite uno schermo, i rappresentanti della macchina per mangiare che comunicano attraverso un disco pubblicitario con una voce registrata, fino alla sequenza in cui Charlot si appresta a parlare ma, inaspettatamente, inizia a cantare in un linguaggio inventato. Uno dei temi che Chaplin sembra comunicare in questo film, è il contrasto tra gli uomini asserviti all'inarrestabile progresso tecnologico e quelli che eventualmente si servono del progresso tecnologico per comunicare un pensiero. Al centro, il personaggio di Charlot nella sua spontaneità.

## Alcune riflessioni
Ma si può accettare che lo sviluppo storico sia collegato esclusivamente all'evoluzione tecnologica? Certo è che molte teorie hanno evidenziato i legami tra una nuova tecnologia e le trasformazioni socioculturali che si sono registrate. D'altro canto, però, va detto chiaramente che è stato dimostrato anche che talune invenzioni e innovazioni tecnologiche non sono state subito accolte o, addirittura, sono state accolte in luoghi totalmente diversi da quelli in cui sono state pensate per la prima volta. Se si considera l'invenzione della stampa, ad esempio, bisogna dire che queste procedure nascono prima in Cina e solo successivamente si arriva a Gutenberg con l'introduzione dei caratteri mobili. Si può dire, quindi, che le innovazioni tecnologiche riescono ad essere fattore di trasformazione se trovano particolari condizioni dal punto di vista sociale e culturale. D'altra parte, non bisogna dimenticare che le innovazioni tecnologiche non nascono dal nulla, ma sono il frutto di ricerche individuali e collettive, fortemente condizionate dal contesto sociale e culturale".

## Critiche
Le maggiori critiche nei confronti del determinismo tecnologico risalgono alla metà del XX secolo, ed in particolare si riferiscono all'uso dell'energia atomica nella produzione di armi nucleari, alla sperimentazione su cavie umane effettuata dal regime nazista, ed ai problemi di sviluppo economico subiti dai paesi del cosiddetto “terzo mondo” o “sud del mondo”. Come diretta conseguenza, il desiderio e la necessità di un maggiore controllo del processo di sviluppo della tecnologia ha dato origine, nel mondo accademico, ad un certo disincanto nei confronti delle teorie inerenti al determinismo tecnologico.
Alcuni teorici moderni, infatti, tendono a considerare sempre meno il determinismo tecnologico come principale o addirittura unica teoria interpretativa del rapporto tra tecnologia e società, anche se tale approccio continua ad essere sempre molto presente ed attuale tanto nel contesto scientifico quanto nelle pubblicazioni economiche e divulgative.
Essi sottolineano che "il rapporto tra tecnologia e società non può essere ricondotto ad una semplicistica relazione di causa-effetto. Si tratta, piuttosto, di un “intreccio'", in cui la tecnologia non determina ma "co-opera”, e “lo fa in un contesto sociale di tipo complesso" (Murphie e Potts, 2003).
Altri, come Langdon Winner sostengono che "Quello che conta non è la tecnologia stessa, ma il sistema sociale o economico in cui la stessa è inserita, ad essere determinante" (Winner, 1986)
In opposizione al determinismo tecnologico sono anche i sostenitori del determinismo sociale e del postmodernismo. I deterministi sociali ritengono che sono soltanto le circostanze sociali a scegliere quali tecnologie adottare, con il risultato che nessuna tecnologia può essere considerata "inevitabile" di per sé. Contesto e cultura non sono fattori neutri: le scelte relative a come creare e/o come migliorare una tecnologia, e di come usarla poi, sono strettamente connesse alla conoscenza che si ha della tecnologia, così come al contesto sociale in cui il processo di scelta matura. (Green, 2002).

## Ulteriori contrapposizioni
Un'altra contrapposizione è tra deterministi e strumentalisti.
I primi affermano l'idea del progresso tecnologico come forza autonoma, in grado di influenzare i comportamenti della civiltà nel suo percorso storico. Le posizioni più estreme sostengono che le macchine prenderanno il sopravvento sull'uomo. Al polo opposto, il pensiero strumentalista tende a minimizzare il potere della tecnologia e considera i suoi dispositivi sotto il pieno controllo umano. David Sarnoff uno degli esponenti della corrente strumentalista affermò all'Università di Notre Dame: «Siamo troppo propensi a fare degli strumenti tecnologici i capri espiatori dei peccati di coloro che li maneggiano. In sé stessi i prodotti della scienza non sono né buoni né cattivi: è il modo in cui vengono usati che ne determina il valore»